# Унья-де-Кінтана
Унья-де-Кінтана (ісп. Uña de Quintana) — муніципалітет в Іспанії, у складі автономної спільноти Кастилія-і-Леон, у провінції Самора. Населення — 182 особи (2010).
Муніципалітет розташований на відстані близько 280 км на північний захід від Мадрида, 75 км на північний захід від Самори.

## Демографія
Динаміка населення (INE ):